# Monique Willocq
Monique Willocq est une femme politique belge, membre du Centre démocrate humaniste née à Tournai le 25 novembre 1949.

## Carrière politique
Mandat politique exercé antérieurement ou actuellement
- Députée wallonne et de la Communauté française de 2007 à 2009
- Conseillère communale de Tournai depuis 1994